# Прежешть (Нямц)
Прежешть, Прежешті (рум. Prăjești) — село у повіті Нямц в Румунії. Входить до складу комуни Секуєнь.
Село розташоване на відстані 274 км на північ від Бухареста, 27 км на схід від П'ятра-Нямца, 72 км на південний захід від Ясс.

## Населення
За даними перепису населення 2002 року у селі проживали 110 осіб, усі — румуни. Усі жителі села рідною мовою назвали румунську.